# Öreryds socken
Öreryds socken i Småland ingick i Mo härad, ingår sedan 1974 i Gislaveds kommun i Jönköpings län och motsvarar från 2016 Öreryds distrikt.
Socknens areal är 69,75 kvadratkilometer, varav land 65,60. År 2000 fanns här 207 invånare. Kyrkbyn Öreryd med sockenkyrkan Öreryds kyrka ligger i socknen. 

## Administrativ historik
Öreryds socken har medeltida ursprung.
Vid kommunreformen 1862 övergick socknens ansvar för de kyrkliga frågorna till Öreryds församling och för de borgerliga frågorna till Öreryds landskommun.  Landskommunen inkorporerades 1952 i Södra Mo landskommun och 1974 uppgick detta område i Gislaveds kommun. Församlingen uppgick 2010 i Norra Hestra församling.
1 januari 2016 inrättades distriktet Öreryd, med samma omfattning som församlingen hade 1999/2000.  
Socknen har tillhört samma fögderier och domsagor som Mo härad. De indelta soldaterna tillhörde Jönköpings regemente, Mo härads kompani och Smålands grenadjärkår, Jönköpings kompani.

## Geografi
Öreryds socken ligger väster om övre Nissan som här genomflyter Gusjön, Hammarsjön och Algustorpssjön och bildar Nissafors fall. Socken består av skogbeväxt moränmark.

## Fornlämningar
Känt från socknen är stenåldersboplatser, ett 20-tal gravrösen från bronsåldern och åtta mindre gravfält med domarringar  från järnåldern. Två runristningar är kända vid kyrkogården, den ena nu borta.

## Namnet
Namnet (1262 Öariwdhum) kommer från kyrkbyn. Förleden är ör, '(grus)bank', avseende Norra Vallsjön. Efterleden är ryd, 'röjning'.

### Fotnoter
1. 1 2  Svensk Uppslagsbok Öreryds socken
2. 1 2  Harlén, Hans; Harlén Eivy (2003). Sverige från A till Ö: geografisk-historisk uppslagsbok. Stockholm: Kommentus. Libris 9337075. ISBN 91-7345-139-8
3. ↑  ”Församlingar”. Statistiska centralbyrån. https://www.scb.se/hitta-statistik/regional-statistik-och-kartor/regionala-indelningar/forsamlingar/. Läst 30 december 2022.
4. ↑  Administrativ historik för Öreryd socken (Klicka på församlingsposten). Källa: Nationella arkivdatabasen, Riksarkivet.
5. ↑  Indelta soldater, torp och rotar i Jönköpings län Arkiverad 24 januari 2012 hämtat från the Wayback Machine. Jönköpingsbygdens Genealogiska Förening
6. 1 2  Sjögren, Otto (1931). Sverige geografisk beskrivning del 2 Östergötlands, Jönköpings, Kronobergs, Kalmar och Gotlands län. Stockholm: Wahlström & Widstrand. Libris 9939
7. 1 2  Nationalencyklopedin
8. ↑  Fornlämningar, Statens historiska museum: Öreryds socken
9. ↑  Fornminnesregistret, Riksantikvarieämbetet: Öreryds socken Fornminnen i socknen erhålls på kartan genom att skriva in sockennamn (utan "socken") i "Ange geografiskt område"
10. ↑  Mats Wahlberg, red (2003). Svenskt ortnamnslexikon. Uppsala: Institutet för språk och folkminnen. Libris 8998039. ISBN 91-7229-020-X. https://isof.diva-portal.org/smash/get/diva2:1175717/FULLTEXT02.pdf